# 通保
通保是匈牙利的城鎮，位於該國南部，毗鄰與塞爾維亞接壤的邊境，由巴奇-基什孔州負責管轄，面積81.57平方公里，2011年人口4,581，其中約七成居民信奉天主教。
46°13′N 19°33′E / 46.217°N 19.550°E